# Hideyuki Ashihara
Hideyuki Ashihara (jap. 芦原英幸 Ashihara Hideyuki; ur. 5 grudnia 1944 w Nōmi (obecnie Saedajima), zm. 25 kwietnia 1995 w Matsuyamie) − japoński karateka, twórca stylu Ashihara karate.

## Życiorys
W wieku 10 lat rozpoczął trening kendo. W roku 1959 przeprowadził się do Tokio. Dwa lata później rozpoczął trening karate kyokushin w dojo Masutatsu Ōyamy. W roku 1964 otrzymał od Ōyamy czarny pas.
W 1966 roku naraził się yakuzie, wdając się kilkakrotnie w mocną wymianę zdań na ulicy z gangsterami ściągającymi haracze. Zbytnia pewność siebie młodego Ashihary nie spodobała się Ōyamie, który wprawdzie dzięki swoim szerokim znajomościom załagodził spór, ale „za karę” wysłał Ashiharę na wyspę Sikoku z misją utworzenia tam filii dojo. W tymże roku także odbył podróż do Brazylii, promując tam kyokushin karate.
W latach 70. próbował łączyć karate z aikido, jujitsu i uliczną samoobroną. Następnie wprowadził te elementy do treningów, tworząc swój własny styl karate, Ashihara Karate.
W roku 1980 stworzył organizację (NIKO) New International Karate Organization Ashihara Kaikan, jako Kancho Ashihara na swoje główne Dojo wybrał miasto Matsuyama.  Głównym elementem tego stylu jest tzw. „sabaki”, czyli zejście z linii ataku, poruszanie się w trakcie walki po okręgu i odejście od zasady cios za cios. Sabaki to: uderz, ale sam nie zostań uderzony, kopnij, ale sam nie daj się kopnąć.
Zrezygnował także z tradycyjnych form kata, wprowadzając własne.
Hideyuki Ashihara zmarł w 1995 roku w Matsuyama, prefektura Ehime, na stwardnienie zanikowe boczne.
Uczniowie Ashihary stworzyli między innymi style: Enshin karate i Seidokan.